# Bishnoi

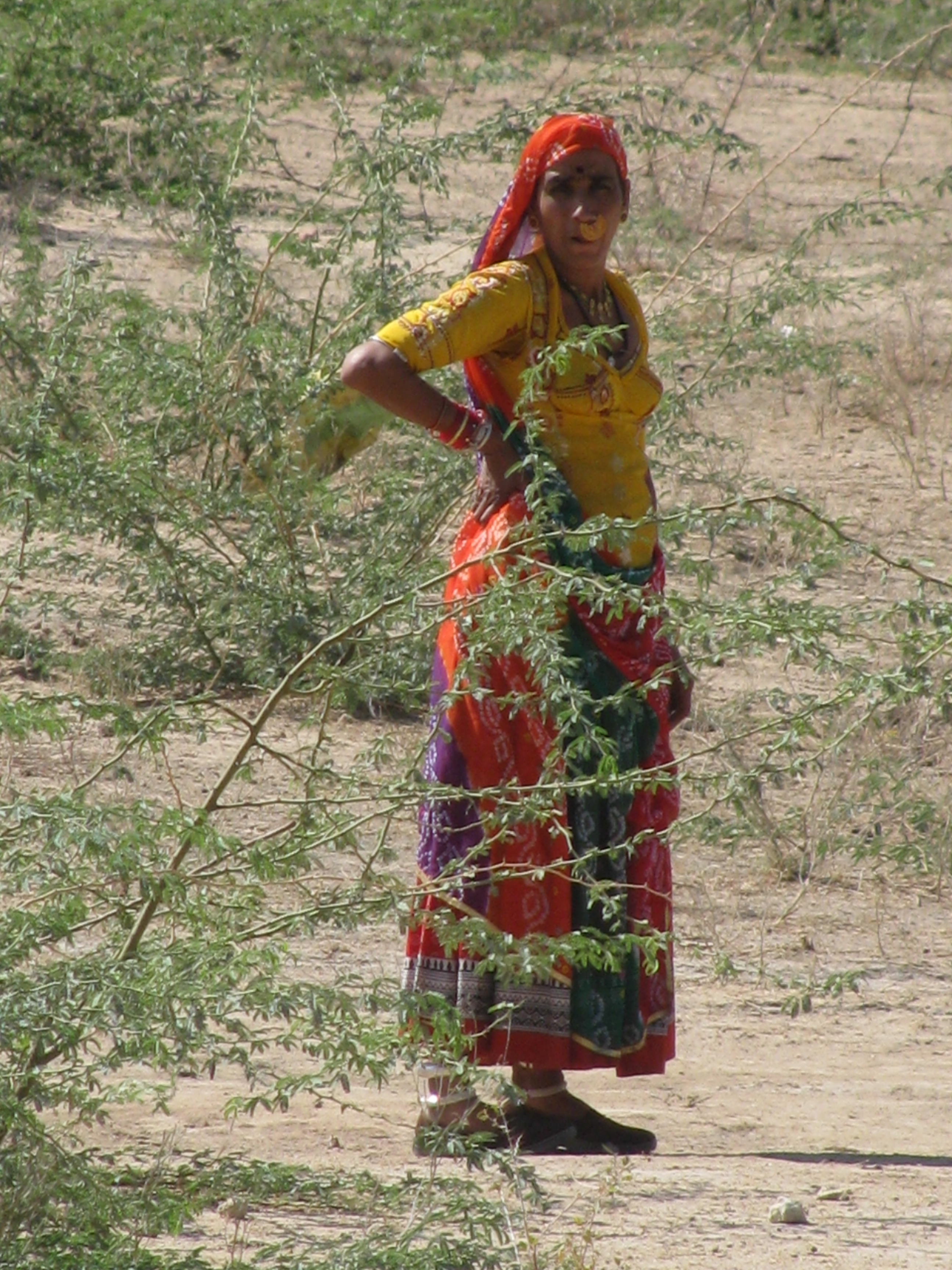
Bishnoi-Frau in traditioneller Kleidung

Die Religionsgemeinschaft der Bishnoi lebt größtenteils in der Wüste Thar im indischen Bundesstaat Rajasthan; daneben gibt es Angehörige der Religionsgemeinschaft auch in den benachbarten Bundesstaaten Gujarat, Haryana, Punjab sowie in Delhi.

## Geschichte
Die Bishnoi sind eine religiöse Gemeinschaft, die von Guru Jambheshwar (1451–1536) nach Kriegen zwischen Hindus und muslimischen Eroberern gegründet wurde. Bishnoi bedeutet „Neunundzwanzig“ und bezieht sich auf die 29 ökologischen und spirituellen Gebote, die Jambheshwar aufstellte. Diese Gebote verbieten unter anderem den Verzehr von Fleisch und das Fällen von Bäumen.
Seit mehr als 500 Jahren konnten die Bishnoi so unter schwierigen klimatischen Bedingungen überleben. Sie leben strikt lakto-vegetarisch und vertreiben auch alle Jäger und Wilderer aus ihren Gebieten. Verlassene Jungtiere werden sogar von den Bishnoi-Frauen gestillt. Eine der größten Populationen der Hirschziegenantilope konnte sich auf diese Weise im Tal des Luni halten.
Um das Jahr 1730 wehrten sich die Bishnoi im Dorf Khejarli in Rajasthan gegen die Abholzung von Khejribäumen durch Soldaten des Maharadscha von Marwar. Hierbei sollen 363 Dorfbewohner umgekommen sein, die sich zum Schutz vor die Bäume gestellt hatten. Der Protest war jedoch schließlich erfolgreich, und der Maharadscha erließ ein Dekret gegen die Abholzung. Diese Protestaktion gilt als frühester Vorläufer der Chipko-Bewegung, in deren Rahmen indische Frauen seit den 1970er Jahren Widerstand gegen Waldzerstörung leisten.
Der frühere Chief Minister des indischen Bundesstaates Haryana Bhajan Lal gehört zu den Bishnoi. Deren Lebensraum ist heute von der Umweltverschmutzung durch die wachsende Industrie in Indien bedroht, zum Beispiel durch Abwässer aus der Textilindustrie.

## Auszüge aus den 29 Geboten

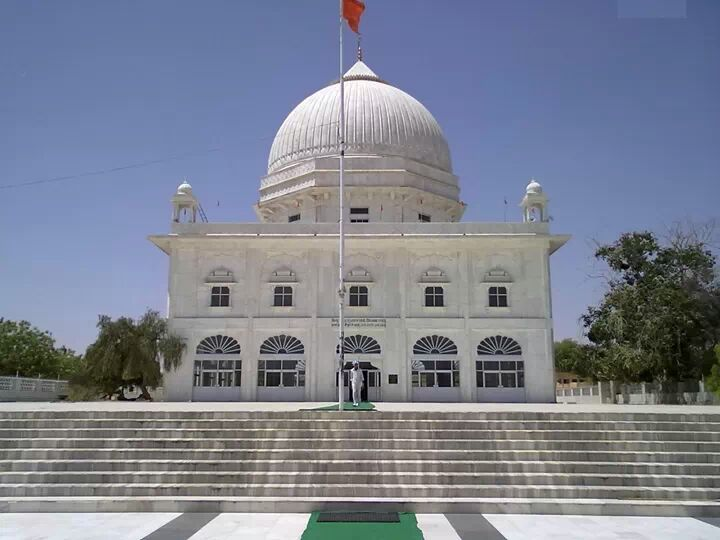
Bishnoi-Tempel in Bikaner, Rajasthan

- Großmütige und achtungsvolle Beziehung zwischen Frau und Mann
- Töte niemals ein Tier, egal wie klein es ist
- Iss niemals Fleisch
- Gib Schafen und Ziegen einen Unterschlupf, um sie vor Schlachtung zu bewahren[3]
- Denke, bevor du sprichst
- Habe Verständnis zu vergeben
- Kritisiere nicht ohne Grund
- Habe Mitgefühl mit allem, was lebt
- Fälle niemals einen Baum, beschneide keinen grünenden Baum[4]

## Weiterführende Literatur
- Hans-Jürgen Otte, Menschen die sterben um Bäume und Tiere zu retten (1992)
- Herma Brockmann, Renato Pichler: Wegbereiter des Friedens. Die lebendigen Philosophien der Bishnois und Jains. (2001) ISBN 3-909067-02-6

## Film
- Bishnoi, Tierliebe bis in den Tod – Dokumentarfilm von Roberto Lugones, Arte/GEO, 11. Mai 2013